# 近总序香草
近总序香草（学名：Lysimachia chapaensis）是报春花科珍珠菜属的植物，为中国的特有植物。分布于中国大陆的云南等地，生长于海拔1,000米至1,500米的地区，一般生于混交林下。

## 别名
近总序香草（云南热带热带植物区系研究报告）